# Kanton Créteil-Nord
Kanton Créteil-Nord (fr. Canton de Créteil-Nord) je francouzský kanton v departementu Val-de-Marne v regionu Île-de-France. Tvoří ho pouze severní část města Créteil.